# Mercialys
Mercialys — французская компания, оператор торговой недвижимости, в первую очередь гипермаркетов сети Groupe Casino. Штаб-квартира расположена в II округе Парижа.

## История
Компания Mercialys была создана в 1999 году в результате выделения дочерней структуры Groupe Casino, владевшей объектами недвижимости. В октябре 2005 года было проведено размещение акций Mercialys на бирже Euronext Paris. В 2022 году Groupe Casino полностью вышла из числа акционеров Mercialys.

## Деятельность
По состоянию на 2023 год общая стоимость портфолио недвижимости в собственности компании составляла 2,87 млрд евро. В него входило 48 торговых центров, включавших гипермаркеты или супермаркеты, а также не менее 20 специализированных магазинов и точек общественного питания. Большинство торговых точек входят в группу Casino, но 3 входят в сеть Super U, 3 — Groupe Carrefour, 2 — Intermarché, 1 — Aldi и 1 — Run Market.
Компания присутствует во всех регионах Франции, однако на регион Иль-де-Франс (включающий Париж) приходится лишь 1 % стоимости портфолио; наиболее значимыми регионами для компании являются Западный (26 % стоимости портфолио), Юго-Западный (18 %), Рона — Альпы (17 %), Юго-Восточный (15 %) и остров Реюньон (12 %).